# Westchester Knicks 2019-2020
La stagione 2019-20 dei Westchester Knicks fu la 6ª nella NBA D-League per la franchigia.
I Westchester Knicks al momento dell'interruzione della stagione a causa della pandemia da COVID-19, erano quinti nella Atlantic Division con un record di 17-24.

## Roster
|    | Naz.                   | Ruolo | Sportivo             | Anno | Alt. | Peso |  |
| -- | ---------------------- | ----- | -------------------- | ---- | ---- | ---- |  |
| 0  | Stati Uniti (bandiera) | G     | Kadeem Allen         | 1993 | 191  | 91   |  |
| 1  | Stati Uniti (bandiera) | A     | Kenny Wooten         | 1998 | 206  | 102  |  |
| 3  | Stati Uniti (bandiera) | A     | Andrew White         | 1993 | 201  | 95   |  |
| 6  | Stati Uniti (bandiera) | G     | Tyler Hall           | 1997 | 196  | 95   |  |
| 7  | Stati Uniti (bandiera) | G     | Zak Irvin            | 1994 | 198  | 98   |  |
| 8  | Stati Uniti (bandiera) | G     | Nate Hickman         | 1995 | 193  | 82   |  |
| 9  | Stati Uniti (bandiera) | G     | Lamar Peters         | 1998 | 185  | 86   |  |
| 13 | Stati Uniti (bandiera) | A     | V.J. King            | 1997 | 198  | 93   |  |
| 14 | Stati Uniti (bandiera) | G     | Amir Hinton          | 1997 | 196  | 82   |  |
| 17 | Canada (bandiera)      | A     | Iggy Brazdeikis      | 1999 | 198  | 100  |  |
| 21 | Stati Uniti (bandiera) | A     | J.J. Moore           | 1991 | 198  | 98   |  |
| 23 | Stati Uniti (bandiera) | A     | Tim Bond             | 1995 | 201  | 73   |  |
| 25 | Stati Uniti (bandiera) | AC    | Ivan Rabb            | 1997 | 208  | 100  |  |
| 30 | Stati Uniti (bandiera) | A     | Kavin Gilder-Tilbury | 1994 | 201  | 95   |  |
| 36 | Stati Uniti (bandiera) | A     | Keith Wright         | 1989 | 203  | 109  |  |
|    | Stati Uniti (bandiera) | A     | Josh Cunningham      | 1996 | 203  | 107  |  |
|    | Stati Uniti (bandiera) | G     | Kendall Smith        | 1995 | 191  | 86   |  |

## Staff tecnico
- Allenatori: Derrick Alston
- Vice-allenatori: Keith Bogans, Allen Deep, Lisa Willis